# John Francis Donoghue

Wappen von John Francis Donoghue

John Francis Donoghue (* 9. August 1928 in Washington, D.C.; † 11. November 2011 in Atlanta, Georgia) war ein US-amerikanischer Geistlicher und römisch-katholischer Erzbischof von Atlanta.

## Leben
John Francis Donoghue, einer von vier Söhnen irischer Einwanderer, studierte Theologie am St. Mary’s Seminar in Baltimore. An der Katholischen Universität von Amerika in Washington, D.C. studierte er zudem Kanonisches Recht. Er empfing am 4. Juni 1955 in der St. Matthew-Kathedrale in Washington die Priesterweihe. Er war in der Seelsorge in Riverdale (1955–1961) und Great Mills, Maryland (1961–1964) tätig. Nach einem Aufbaustudium in Kirchenrecht wurde er im Ordinariat in Washington tätig und war dort Kanzler und Generalvikar. 1970 wurde er von Papst Paul VI. zum Monsignore ernannt, 1971 zum Päpstlichen Ehrenprälaten.
Papst Johannes Paul II. ernannte ihn am 6. November 1984 zum Bischof von Charlotte. Der Altbischof von Charlotte Michael Joseph Begley spendete ihm am 18. Dezember 1984 die Bischofsweihe; Mitkonsekratoren waren James Aloysius Hickey, Erzbischof von Washington, und Thomas William Lyons, Weihbischof in Washington. Sein bischöflicher Wahlspruch war „To live in Christ Jesus“. Er baute das Catholic Conference Center in Catawba County auf und unterstützte 1991 die Gründung des Catholic News Herald, der Bistumszeitung.
Am 22. Juni 1993 wurde er zum Erzbischof von Atlanta ernannt und am 19. August desselben Jahres in das Amt eingeführt. Am 9. Dezember 2004 nahm Papst Johannes Paul II. sein altersbedingtes Rücktrittsgesuch an.
Donoghue beschrieb sich selbst als „orthodoxen Katholiken“ und engagierte sich gegen Abtreibung und Priesterweihe von Frauen. Sexueller Missbrauch durch Priester war Thema seiner Agenda in der Öffentlichkeit.
John Francis Donoghue verstarb am 11. November 2011 in Atlanta, Georgia im Alter von 83 Jahren.